# Panamerikanische Spiele 2023/Wasserball
Bei den Panamerikanischen Spielen 2023 in der chilenischen Hauptstadt Santiago de Chile wurden vom 30. Oktober bis 4. November 2023 insgesamt zwei Turniere im Wasserball ausgetragen, davon je eines bei den Männern und bei den Frauen. Austragungsort war das Aquatic Center.

## Bilanz

### Medaillenspiegel
| Platz  | Land               | Gold | Silber | Bronze | Gesamt |
| ------ | ------------------ | ---- | ------ | ------ | ------ |
| 1      | Vereinigte Staaten | 2    | —      | —      | 2      |
| 2      | Brasilien          | —    | 1      | 1      | 2      |
| 3      | Kanada             | —    | 1      | —      | 1      |
| 4      | Argentinien        | —    | —      | 1      | 1      |
| Gesamt | Gesamt             | 2    | 2      | 2      | 6      |

### Medaillengewinner
| Disziplin | Gold | Silber | Bronze |
| --------- | --- | --- | --- |
| Männer    | Vereinigte StaatenAlex Bowen Luca Cupido Hannes Daube Chase Dodd Ryder Dodd Benjamin Hallock Drew Holland Johnny Hooper Maxwell Irving Alexander Obert Adrian Weinberg Dylan Woodhead Quinn Woodhead     | BrasilienGuilherme Barella Logan Cabral Alípio Nardaci Gustavo Coutinho Roberto de Freitas Bruno Chiappini Rafael Real Pedro Real Marcos Vinicius Pires Gabriel Sojo da Silva Gustavo Guimarães Luis Ricardo da Silva Alexandre Mendes | ArgentinienDiego Malnero Ramiro Veich Tomás Galimberti Tomás Tilatti Nahuel Leona Tomás Echenique Iván Carabantes Eduardo Bonomo Carlos Camnasio Esteban Corsi Guido Poggi Teo Soler Octavio Salas           |
| Frauen    | Vereinigte StaatenAshleigh Johnson Emily Ausmus Tara Prentice Rachel Fattal Jenna Flynn Maggie Steffens Jordan Raney Ryann Neushul Jewel Roemer Kaleigh Gilchrist Ava Johnson Bayley Weber Amanda Longan | KanadaJessica Gaudreault Rae Lekness Axelle Crevier Emma Wright Daphné Guèvremont Blaire McDowell Verica Bakoc Elyse Lemay-Lavoie Hayley McKelvey Serena Browne Kindred Paul Floranne Carroll Clara Vulpisi                            | BrasilienThatiana Pregolini Stefany Azevedo Letícia Silva Kemily Leão Ana Júlia Amaral Jeniffer Cavalcante Samantha Ferreira Karen da Silva Letícia Belorio Rebecca Moreira Edurada Estevão Isabela de Souza |